# Crocidura caliginea
Crocidura caliginea је сисар из реда Soricomorpha и фамилије Soricidae.

## Угроженост
Ова врста је наведена као последња брига, јер има широко распрострањење и честа је врста.

## Распрострањење
Ареал врсте је ограничен на једну државу, ДР Конго.

## Станиште
Станиште врсте су шуме.